# Volžská přehradní nádrž
Volžská přehradní nádrž také známá jako Ivaňkovská přehradní nádrž nebo Moskevské moře (rusky Волжское водохранилище, Иваньковское водохранилище nebo Московское море) je přehradní nádrž v jihovýchodní části Tverské oblasti v Rusku. Má rozlohu 327 km². Průměrná hloubka je 3,4 m a maximální 19 m. Má objem 1,12 km³.

## Vodní režim
Nádrž na řece Volze za přehradní hrází Ivaňkovského hydrouzlu byla naplněna v roce 1937. Podle přírodních podmínek a režimu se dělí na tři části (Ivaňkovská, Volžská a Šošinská). Úroveň hladiny kolísá v rozsahu 4,5 m.

### Přítoky
- Šoša
- Volha

## Využití
Vede z něj Moskevský průplav, který slouží pro zásobování vodou a to jednak města Moskvy a jednak řeky Moskvy. Je zde rozvinutý průmyslový rybolov (cejni, candáti, štiky) a lov vodního ptactva. Přehradu často navštěvují také sportovní rybáři a turisté. Na břehu leží města Konakovo a Tver.